# Roger Neilson Memorial Award
Der Roger Neilson Memorial Award ist eine Auszeichnung der Ontario Hockey League (OHL). Sie wird seit 2005 jährlich an den Spieler vergeben, der die besten akademischen Leistungen an einer Universität bzw. einem College erreicht. Sie ist nach Roger Neilson (1934–2003) benannt, der als Trainer der Peterborough Petes in den 1960er und 1970er Jahren besonderen Wert auf die schulische Ausbildung seiner Spieler gelegt hat und später in die Hockey Hall of Fame aufgenommen wurde.
Die Auszeichnung ist mit dem Ivan Tennant Memorial Award sowie der Bobby Smith Trophy vergleichbar, wobei letztere nicht nur den schulischen, sondern auch den spielerischen Erfolg belohnt.

## Liste der Gewinner
- Jahr: Nennt das Jahr, in dem der Spieler den Roger Neilson Memorial Award gewonnen hat.
- Preisträger: Nennt den Namen des Gewinners.
- Team: Nennt das Franchise, für das der Spieler zum damaligen Zeitpunkt gespielt hat.

| Jahr    | Preisträger       | Team                        |
| ------- | ----------------- | --------------------------- |
| 2024/25 | Tommy Budnick     | Brantford Bulldogs          |
| 2023/24 | Thomas Sirman     | Ottawa 67’s                 |
| 2022/23 | Ryder McIntyre    | Oshawa Generals             |
| 2021/22 | Adam Varga        | Ottawa 67’s                 |
| 2020/21 | nicht vergeben    | nicht vergeben              |
| 2019/20 | Jacob Golden      | Erie Otters                 |
| 2018/19 | Sasha Chmelevski  | Ottawa 67’s                 |
| 2017/18 | Stephen Gibson    | Mississauga Steelheads      |
| 2016/17 | Stephen Gibson    | Mississauga Steelheads      |
| 2015/16 | Damian Bourne     | Mississauga Steelheads      |
| 2014/15 | Justin Nichols    | Guelph Storm                |
| 2013/14 | Patrick Watling   | Sault Ste. Marie Greyhounds |
| 2012/13 | Daniel Altshuller | Oshawa Generals             |
| 2011/12 | Kyle Pereira      | Guelph Storm                |
| 2010/11 | Derek Lanoue      | Windsor Spitfires           |
| 2009/10 | Derek Lanoue      | Windsor Spitfires           |
| 2008/09 | Tim Priamo        | Guelph Storm                |
| 2007/08 | Scott Aarssen     | London Knights              |
| 2006/07 | Derrick Bagshaw   | Erie Otters                 |
| 2005/06 | Dan Battochio     | Ottawa 67’s                 |
| 2004/05 | Dan Battochio     | Ottawa 67’s                 |

## Quelle
- Ontario Hockey League Media Information Guide 2014–2015, S. 141.